# Sander De Pestel
Sander De Pestel (Sint-Niklaas, 11 ottobre 1998) è un ciclista su strada belga che corre per la Decathlon AG2R La Mondiale Team; è professionista dal 2020.

## Palmarès
- 2015 (Juniores)

2ª tappa Sint-Martinusprijs Kontich (Anversa > Anversa)
- 2016 (Juniores, due vittorie)

Campionati belgi, Prova in linea Junior
Omloop Het Nieuwsblad Juniores
- 2017 (Lotto-Soudal U23, tre vittorie)

2ª tappa Ronde van Oost-Vlaanderen (Maldegem > Maldegem)
Classifica generale Ronde van Oost-Vlaanderen
- 2019 (Lotto-Soudal U23, tre vittorie)

4ª tappa Tour de la Province de Namur (Doische, cronometro)
Memorial Danny Jonckheere
Classifica generale Olympia's Tour

### Altri successi
- 2015 (Juniores)

Classifica giovani Sint-Martinusprijs Kontich
- 2016 (Juniores)

2ª tappa, 1ª semitappa Ster der Vlaamse Ardennen (Erwetegem, cronosquadre)
Campionati belgi, Cronosquadre Junior
- 2017 (Lotto-Soudal U23)

Classifica giovani Ronde van Oost-Vlaanderen
1ª tappa Okolo Jižních Čech (Jindřichův Hradec, cronosquadre)
- 2018 (Lotto-Soudal U23)

1ª tappa Okolo Jižních Čech (Jindřichův Hradec, cronosquadre)
Criterium Nieuwkerken-Waas
- 2019 (Lotto-Soudal U23)

Wingene Koers
Campionati belgi, Cronosquadre
Classifica giovani Olympia's Tour

## Piazzamenti

### Grandi Giri
- Vuelta a España

2024: non partito (17ª tappa)

### Classiche monumento
- Milano-Sanremo

2024: 130º
2025: 95º
- Giro delle Fiandre

2022: 90º
2023: ritirato
2024: 79°
2025: ritirato
- Parigi-Roubaix

2022: 88º
2023: 89º
2024: 40º
2025: ritirato